# تیر (سازه)

تیر معین (از نظر استاتیکی) در حال خمش تحت اثر بار یک‌نواخت گسترده

تیر یکی از اعضاء اصلی در مجموعهٔ المان‌های مورد استفاده در سازه‌های ساختمانی است. در واقع وظیفه اصلی تیرها تحمل تنش‌های حاصل از نیروی برشی و لنگر خمشی ناشی از بارهای وارد بر آن و وزن خود تیر است. در طراحی سازه‌ها، معمولاً تیرها بر اساس لنگر خمشی موجود طراحی گشته و ضابطه برش در آن‌ها کنترل می‌گردد. خصوصیت‌های اصلی تیرها عبارتند از نیمرخ (پروفیل)، طول و مادهٔ سازنده.
تیر، معمولاً در معماری و مهندسی سازه به عنوان عضوی بلند، مستقیم و منشوری تعریف می‌شود که برای نگه‌داری بارهای مختلف وارده در طول عضو طراحی می‌گردد. با این حال در سازه‌های کوچکتر مانند کامیون‌ها و بدنه اتومبیل‌ها نیز تیرها کاربرد دارند و با راهکارهایی مشابه محاسبه می‌شوند. البته در کار اجرایی عنوان تیر غالباً فقط به اعضای افقی گفته شده و به اعضای عمودی ستون گویند.
همچنین، تیرها بر اساس عملکرد خود در سازه‌های ساختمانی دسته‌بندی می‌شوند که در ادامه به آن می‌پردازیم:
تیر اصلی: تیری افقی که به ستون‌ها متصل است (با اتصال ساده یا اتصال برشی). عملکرد سازه‌ای این نوع از تیرها به گونه‌ای است که بار را از تیر فرعی (در صورت وجود) به ستون‌ها منتقل می‌کند.
تیر فرعی: تیری افقی که به تیرهای اصلی متصل است (با اتصال ساده یا اتصال برشی). عملکرد سازه‌ای این نوع از تیرها به گونه‌ای است که بار را به تیر اصلی منتقل می‌کند و به صورت مستقیم به ستون‌ها متصل نمی‌باشد.
تیر کلاف: تیری افقی که متصل به دو تیر عرضی در سقف یا خرپای سقف است. عملکرد سازه‌ای این نوع از تیرها به گونه‌ای است که تیر، بار تیر عرضی را به ستون سازه منتقل می‌کند. عموماً در خرپای سقف به کار برده می‌شود. معمول‌ترین تیرها از نظر مصالح ساختمانی عبارتند از: تیر فولادی، تیر بتنی و تیر چوبی و معمول‌ترین تیرها از نظر تکیه گاهی عبارتند از: تیر دوسرگیردار، طره و تیر ساده.

## بررسی اجمالی
در گذشته تیرها تخته‌های چوب مربع شکل بودند، اما برخی از آن‌ها مانند تیرهای سقف از جنس فلز، سنگ یا ترکیب چوب و فلز نیز هستند. تیرها در درجه اول نیروهای گرانشی عمودی را تحمل می‌کنند. تیرها همچنین برای حمل بارهای افقی (به عنوان مثال بارهای ناشی از زلزله یا باد یا در کشش برای مقابله با نیرو خرپا به عنوان یک میله مهار یا در فشار به عنوان یک تیرگریبان) استفاده می‌شوند. بارهای حمل شده توسط تیر به ستونها، دیوارها یا تیرآهن منتقل می‌شوند و سپس نیرو را به اعضای فشرده مجاور و در نهایت به زمین منتقل می‌کنند. در ساخت فریم‌های سبک ممکن است تیرچه‌ها بر روی تیرها قرار گیرند.

## طبقه‌بندی بر اساس تکیه گاه‌ها
در مهندسی، تیرها چند نوع هستند:
- تکیه گاه ساده - تیر در هر دو طرف تکیه‌گاه دارد و می‌تواند آزادانه بچرخد و هیچ مقاومت خمشی ندارد.
- ثابت - تیر که در هر دو طرف تکیه‌گاه دارد و نمی‌تواند آزادانه بچرخد.
- آویزان - یک تیر ساده که یک طرف آن جلوتر از تکیه‌گاه ادامه پیدا کرده‌است.
- آویزان از دو طرف - یک تیر ساده که هر دو انتها فراتر از تکیه‌گاه‌های آن در هر دو طرف است.
- پیوسته - تیری که بیش از دو تکیه‌گاه دارد.
- تیر یک سر گیردار - یک تیر که فقط یک طرف آن تکیه‌گاه دارد.
- خرپا - تیر تقویت شده با اضافه کردن کابل یا میله برای تشکیل خرپا.

## گشتاور اینرسی سطح
در معادله تیر I برای نشان دادن گشتاور دوم سطح استفاده می‌شود. معمولاً به عنوان ممان اینرسی نیز شناخته می‌شود و این مقدار جمع dA*r^2 نسبت به محور خنثی است. r فاصله از محور خنثی است و dA یک قسمت کوچک از مساحت است.

## تنش(stress)
تیرها از درون در معرض بارهایی که باعث پیچش یا بار محوری بشود، قرار نمی‌گیرند. نیروهای کششی و فشاری و برشی در اثر نیروهایی که به آن‌ها وارد می‌شود پدید می‌آید. معمولاً در اثر گرانش طول تیر اندکی کاهش می‌یابد تا یک قوس با شعاع کوچک‌تر در بالا قرار بگیرد و در نتیجه نیروی فشاری به وجود می‌آید، در حالی که همان تیر در قسمت زیرین کمی کشیده می‌شود و یک قوس با شعاع بزرگ‌تر را به وجود می‌آورد و بنابراین تحت کشش است. حالت‌های تغییر شکل که قسمت بالای تیر در فشار قرار دارد، مانند نیروی عمودی، به عنوان sagging mode شناخته می‌شوند و جایی که قسمت بالا در حالت کششی است، به عنوان مثال تیر یک سر گیردار، به عنوان حالت آویزان شناخته شده‌است. طول اصلی تیر که معمولاً در وسط تیر است کمانی با شعاع برابر با شعاع خمش تیر درست می‌کند و بنابراین تحت کشش و فشار قرار ندارد و محور خنثی تعریف می‌شود (در شکل با نقطه چین نشان داده شده‌است). در بالای تکیه‌گاه‌ها تیر در معرض تنش برشی قرار دارد. تیرهای بتونی تقویت شده وجود دارد به صورتی که بتن کاملاً تحت فشار است و نیروهای کششی توسط میله‌های فولادی گرفته می‌شود. این‌ها معمولاً در پل‌های بزرگراه استفاده می‌شوند.
ابزار اصلی برای تحلیل تیرها معادله برنولی اویلر است. این معادله رفتار الاستیک تیرهای بلند و باریک را توصیف می‌کند، تیرهایی که در آن‌ها ابعاد مقطع نسبت به طول تیر کوچک است. برای تیرهایی که باریک نباشند، یک تئوری متفاوت باید اتخاذ شود تا تغییر شکل ناشی از نیروهای برشی و در موارد دینامیکی، اینرسی چرخشی را محاسبه کند.
فرمول تیر که در اینجا اتخاذ شده‌است، مربوط به تیموشنکو Timoshenko است. از دیگر روش‌های ریاضی برای تعیین انحراف تیرها می‌توان به «روش کار مجازی» و «روش انحراف شیب» اشاره کرد.
مهندسان علاقه‌مند به تعیین انحراف تیر هستند زیرا ممکن است تیر با ماده شکننده ای مانند شیشه در تماس مستقیم باشد. انحراف تیرها به دلیل زیبایی‌شناسی نیز باید به حداقل برسد. یک تیر آویزان که قابل مشاهده است، حتی اگر از لحاظ ساختاری ایمن باشد، ناخوشایند است و باید از آن دوری شود. یک تیر محکم‌تر (مدول الاستیته بالا و/یا ممان اینرسی بالاتر) باعث انحراف کمتری می‌شود.
روش‌های ریاضی برای تعیین نیروهای تیر (نیروهای داخلی تیر و نیروهایی که بر روی تکیه‌گاه تیر تحمیل می‌شوند) شامل روش توزیع گشتاور، روش نیرو یا انعطاف‌پذیری و روش سختی مستقیم است.

## شکل‌های کلی
بیشتر تیرها در ساختمان‌های بتنی دارای مقطع مستطیل شکل هستند. اما مقطع کارامد تر برای تیر مقطع I و H شکل می‌باشد که به‌طور معمول در در ساخت فولاد استفاده می‌شود. به دلیل قضیهٔ محورهای موازی و و این واقعیت که بیشتر مواد از محور خنثی(neutral axis) فاصله دارند، ممان اینرسی دوم سطح مقطع افزایش می‌یابد که نوبه خود سختی (stiffness) را افزایش می‌دهد.
تیر I شکل کارآمدترین نوع در یک جهت خمش است: از بالا و پایین نگاه کردن به تیر به عنوان I. اگر تیر در جهت‌های کناری خم شود، به عنوان H عمل می‌کند که در آن کارایی کمتری دارد. کارآمدترین شکل برای هر دو جهت در یک جعبه دو بعدی (یک پوسته مربع) است اما کارآمدترین شکل برای خمش از هر جهت، یک پوسته یا لوله استوانه ای است. اما، برای خم شدن یک طرفه، پرتوی I یا پهنای فلنج برتر است. [نیاز به استناد]
کارایی بدین معناست که برای همان سطح مقطع مشابه (حجم تیر در طول) که در شرایط بارگیری یکسان قرار دارد، تیر کمتر خم می‌شود.
اشکال دیگر، مانند L (زاویه‌ها)، C (کانال‌ها) یا لوله‌ها نیز در صورت وجود شرایط خاص در ساخت و ساز نیز مورد استفاده قرار می‌گیرند.

## تیرهای جدار نازک
تیر جدار نازک یک نوع تیر (سازه) بسیار مفید است. سطح مقطع تیرهای جدار نازک از پانل‌های نازک متصل به یکدیگر ساخته شده‌است تا مقطع بسته یا باز یک تیر (سازه) ایجاد شود. بخش‌های بسته معمولی شامل لوله‌های گرد، مربع و مستطیل است. بخش‌های باز شامل تیرهای I , T-beams، تیرهای L و غیره است. سختی خمش در واحد سطح مقطع تیرهای جدار نازک بسیار بالاتر از سطح مقطع میلگرد (rod) است. در این روش می‌توان تیرهای سخت را با حداقل وزن بدست آورد. تیرهای جدار نازک وقتی تیر از لمینت کامپوزیت ساخته شده‌است بسیار مفید می‌باشند. کار پیشگام روی تیرهای جدار نازک از نوع لمینت کامپوزیت توسط لیبرسکو (librescu) انجام شد.
سختی پیچشی یک تیر تا حد زیادی تحت تأثیر سطح مقطع آن قرار گرفته‌است. برای بخش‌های باز، مانند بخش‌های I، انحرافات پیچشی اتفاق می‌افتد که در صورت مهار، سختی پیچشی را تا حد زیادی افزایش می‌دهد.

## تیرآهن
تیرآهن (Girder) یا پروفیل I شکل، اساسی‌ترین پروفیل ساختمانی است که بعضاً در پروژه‌های صنعتی نیز کاربرد دارد.
تیرآهن به سه صورت یافت می‌شود:
1. تیرآهن IPE (استاندارد اروپا و ایران)
2. تیرآهن INP (تیر آهن بال کوچک که استاندارد چین و روسیه است.)
3. تیرآهن IPB (بال پهن)

تیرآهن IPE و INP به ارتفاع ۸۰–۶۰۰ میلی‌متر و تیرآهن IPB به ارتفاع ۱۰۰–۱۰۰۰ میلی‌متر تولید می‌شود. کاربرد تیرآهن در ساختمان به صورت ستون، خرپا، نعل درگاه، تیر در پوشش سقف‌ها و پل‌های لانه زنبوری استفاده می‌شود.

### تیرآهن IPE
این تیرآهن معمولی و استاندارد I شکل در ایران وجود دارد. این تیرآهن طبق استاندارد اروپا تولید می‌شود و ضخامت بال آن ثابت است.

### تیرآهن INP
تیرآهن I شکل که ضخامت بال آن‌ها با فاصله گرفتن از جان تیرآهن کاهش می‌یابد که این استاندارد کارخانجات روسیه و چین می‌باشد.

### تیرآهن IPB
تیرآهن H یا تیر آهن‌های عریض که در آن‌ها طول بال‌ها نسبت به تیرآهن‌های IPE افزایش یافته‌است.
نکته: علامت V نشان دهنده سنگین بودن و علامت L نشان دهنده سبک بودن تیرآهن می‌باشد. به عنوان مثال IPBV نشان دهنده تیرآهن عریض سنگین و IPBL نشان دهنده تیرآهن عریض سبک می‌باشد.
تیر آهن لانه زنبوری: لانه زنبوری یک مدل تیر آهن نیست